# Gabriel Guist'hau
Henri-Gabriel Guist'hau, connu sous le nom d'usage Gabriel Guist'hau, né le 22 septembre 1863 à Saint-Pierre de La Réunion et mort le 27 novembre 1931 à Nantes, est un avocat et un homme politique français, maire de Nantes de 1908 à 1910, député de Loire-Inférieure de 1910 à 1924, plusieurs fois membre du gouvernement.

## Biographie

### Origines et débuts professionnels
Henri-Gabriel Guist'hau, est le fils de Constant-Emmanuel Guist'hau, officier de la marine marchande originaire de Vendée et d'Alix-Antoinette-Caroline Henry. Orphelin, il est recueilli par ses grands-parents paternels.
Il vient à Nantes après le baccalauréat faire des études de droit. Il obtient un doctorat et devient avocat au barreau de Nantes. Il fait la connaissance d'Aristide Briand, avocat à Saint-Nazaire. Il se consacre aux œuvres mutualistes de Loire-Inférieure, qu'il représentera au Conseil supérieur de la Mutualité de 1908 à 1920.

### Carrière municipale (1892-1912)
Il est élu conseiller municipal en 1892, puis en 1896 et 1900, mais démissionne en 1901. Il agit dans les domaines de l'urbanisme et de l'amélioration des conditions de travail du personnel municipal.
Réélu en 1908 lors des élections municipales des 3 et 10 mai, il devient maire de la ville, un mois après l'annexion des communes de Chantenay et Doulon à celle-ci (3 avril 1908). Joseph Canal, qui présidait alors la Délégation spéciale, installe la nouvelle municipalité le 17 mai 1908 ; Gabriel Guist'hau est élu maire par 35 voix contre un bulletin blanc. Parmi ses adjoints, on peut noter les noms de Paul Bellamy, Gaston Veil et Adolphe Moitié ; deux adjoints particuliers sont désignés le 13 novembre 1908 pour les sections de Chantenay (Auguste Praud) et de Doulon (Louis Millet, ancien maire de la commune).
Gabriel Guist'hau n'occupe la fonction de maire que jusqu'en 1910, préférant démissionner le 16 décembre 1910 à la suite de son entrée au gouvernement comme sous-secrétaire d’État à la Marine, conservant son mandat de conseiller municipal jusqu'en 1912.

### Carrière nationale (1910-1924)
Il est élu député de la Loire-Inférieure en avril 1910 contre un candidat conservateur et un socialiste. Il est inscrit dans le groupe des républicains radicaux-socialistes et rapporteur du budget des Cultes. Il est trois fois membre du gouvernement durant cette législature ; son principal ministère est celui de l'Instruction publique sous Raymond Poincaré, pendant l'année 1912. Il apparaît comme un défenseur de l'enseignement classique et prend des mesures en faveur des maîtres du primaire. Au début de 1913, ministre de l'Industrie d'Aristide Briand, il obtient le vote d'une loi sur le personnel de l'enseignement technique et professionnel. Il est réélu en mai 1914 contre le modéré Delafoy.
Pendant la guerre, il préside l'association France-États-Unis dès sa création en août 1916.
En novembre 1919, avec le scrutin de liste, il est réélu dès le premier tour sur la liste d'Union des Républicains d'Aristide Briand, qui s'inscrit dans l'Alliance démocratique au sein du Bloc national. Il préside la commission des Colonies et est de nouveau membre de gouvernements Briand en 1921 et au début de 1922.
En 1924, il abandonne la vie politique et professionnelle et passe les sept années suivantes à Nantes où il meurt à 68 ans.

## Fonctions ministérielles

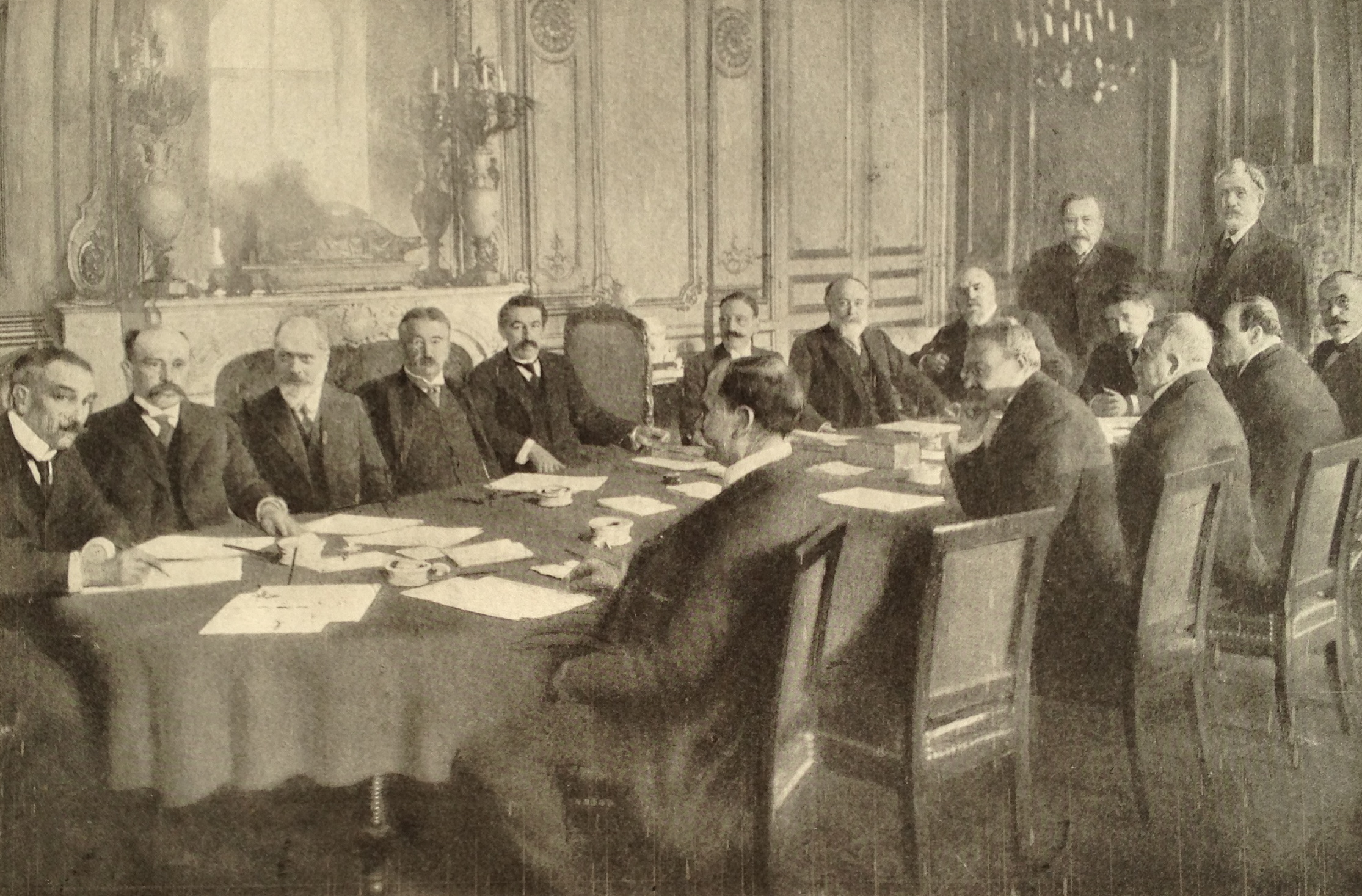
Le ministère Aristide Briand (1910).

- Sous-secrétaire d'État à la Marine du 3 novembre 1910 au 2 mars 1911 dans le gouvernement Aristide Briand (2)
- Ministre de l'Instruction Publique et des Beaux-Arts du 14 janvier 1912 au 21 janvier 1913 dans le gouvernement Raymond Poincaré (1)
- Ministre du Commerce et de l'Industrie du 21 janvier au 22 mars 1913 dans les gouvernements Aristide Briand (3) et Aristide Briand (4)
- Ministre de la Marine du 16 janvier 1921 au 15 janvier 1922 dans le gouvernement Aristide Briand (7)

## Distinctions
- Officier de la Légion d'honneur (26 juillet 1924)[7]
- Officier de l'Instruction publique
- Médaille d'honneur de la mutualité ( échelon or)

## Hommages
- Le lycée Gabriel-Guist'hau (une plaque commémorative est apposée dans le hall d'entrée du lycée), le collège Gabriel-Guist'hau (situé rue Sévigné) et boulevard Gabriel-Guist'hau, tous situés dans le Centre-ville de Nantes (quartier Guist'hau) lui rendent hommage.
- Le sculpteur Émile Guillaume réalisa le buste en bronze de Gabriel Guist'hau. Ce buste fit l'objet d'une exposition à la galerie Préaubert de Nantes du 26 avril au mai 1926[8].